# Galizische Transversalbahn

Die Strecken der Galizischen Transversalbahn

Die Galizische Transversalbahn war eine durch den österreichischen Staat errichtete Eisenbahnverbindung in Galizien, die parallel und südlich zur Galizischen Carl Ludwig-Bahn (CLB) verlief.
Die Galizische Transversalbahn durchquerte Galizien in west-östlicher Richtung von Zwardoń an der Landesgrenze zu Ungarn bis Hussjatyn an der Grenze zum russischen Kaiserreich.

## Geschichte
Da einzelne Teilabschnitte schon existierten, baute der österreichische Staat die restlichen Strecken. Zwischen 1. Jänner 1884 und 8. April 1885 wurden sie eröffnet. Heute liegen sie anteilig auf dem Staatsgebiet von Polen und der Ukraine.

## Strecken
- Podgórze–Skawina–Oświęcim
- Skawina–Saybusch
- Zwardoń–Saybusch–Sucha
- Sucha–Chabówka
- Chabówka–Neu Sandez
- Stróże–Zagórz
- Stanislau–Hussiatyn
- Zagórzany–Gorlice